# Erwin Jutzet
Erwin Jutzet, né le 7 mai 1951 à Fribourg (originaire de Saint-Sylvestre) est une personnalité politique suisse, membre du parti socialiste.
Il est conseiller national de fin 1995 à début mars 2007 et conseiller d'État de 2007 à 2016, à la tête de la Direction de la sécurité et de la justice.

## Biographie
Erwin Jutzet naît le 7 mai 1951 à Fribourg. Il est originaire de Saint-Sylvestre, dans le district fribourgeois de la Singine.
Il est avocat de profession.

### Sources
- Georges Andrey, John Clerc, Jean-Pierre Dorand et Nicolas Gex, Le Conseil d’État fribourgeois : 1848-2011 : son histoire, son organisation, ses membres, Fribourg, Éditions La Sarine, 2012, 143 p. (ISBN 978-2-88355-153-4, lire en ligne), p. 114-15
- « Marc Rossier dirigera l'OCN », La Liberté,‎ 9 avril 2009 (lire en ligne)
- Bulletin du Grand Conseil du 20 novembre 1985, p. 2239, présentation comme candidat au Tribunal cantonal par Gaston Sauterel, président du groupe socialiste
- Annuaire des autorités fédérales[réf. incomplète]
- Annuaire officiel du canton de Fribourg[réf. incomplète]